# Winzer
Winzer est une commune de Bavière (Allemagne), située dans l'arrondissement de Deggendorf, dans le district de Basse-Bavière. Elle se situe sur la rive gauche (nord) du Danube. Sa plus ancienne maison date de 1900.